# Chiesa di San Terenziano (Nicorvo)
La chiesa di San Terenziano la parrocchiale di Nicorvo, in provincia di Pavia e diocesi di Vigevano; fa parte del vicariato di Mortara e Cassolnovo.

## Storia
La prima citazione di una cappella dedicata a San Terenziano è da ricercarsi nelle Rationes Decimarum della diocesi di Pavia, redatte tra il 1322 e il 1323.
Nella relazione della visita pastorale del 1460 si legge che essa era ufficialmente la parrocchiale del paese, ma che, a causa delle pessime condizioni in cui versava, le funzioni venivano celebrate nella chiesa di San Michele Arcangelo.
La parrocchiale fu ricostruita ai primi del XVII secolo e consacrata nel 1620; nel 1817 papa Pio VII, con la sua bolla Beati Petri del 17 luglio e con il successivo breve Cum per nostras litteras, datato 26 settembre, aggregò la chiesa alla diocesi di Vigevano, staccandola dalla diocesi di Pavia.
Nel 1845 il vescovo Vincenzo Forzani, compiendo la sua visita pastorale, trovò che i fedeli ammontavano a 886 e che la parrocchiale aveva come filiale l'oratorio di Maria Vergine.
Il 6 gennaio 1971 il vescovo di Vigevano Luigi Barbero assegnò la chiesa alla zona pastorale nord ovest, mentre poi il 1º gennaio 1972, con la nuova suddivisione territoriale della diocesi voluta dal vescovo Mario Rossi, essa passò al vicariato di Mortara.

## Descrizione

### Esterno
La facciata a capanna della chiesa, rivolta a levante e scandita da una cornice marcapiano in due ordini, entrambi tripartiti da quattro paraste tuscaniche, presenta in quello inferiore il portale d'ingresso, sormontato da una lunetta, e in quello superiore, coronato dal timpano curvilineo sormontato da statue e pinnacoli, una finestra.
Annesso alla parrocchiale è il campanile a base quadrata, spartito in più registri da cornici; la cella presenta una monofora su ogni lato ed è coperta dal tetto a quattro falde.

### Interno
L'interno dell'edificio si compone di un'unica navata, ospitante quattro altari laterali; al termine dell'aula si sviluppa il presbiterio, a sua volta chiuso dall'abside.
Qui sono conservate diverse opere di pregio, tra le quali la pala raffigurante la Beata Vergine del Rosario col Bambino Gesù assieme ai Santi Domenico e Terenziano Vescovo, eseguita dalla scuola di Bernardino Lanino, e la tela ritraente la Resurrezione di Lazzaro, dipinta da Maria Carcano.